# Yuasaiella kyotoensis
Yuasaiella kyotoensis är en tvåvingeart som först beskrevs av Tokunaga 1938.  Yuasaiella kyotoensis ingår i släktet Yuasaiella och familjen fjädermyggor. Inga underarter finns listade i Catalogue of Life.